# Erik Mollerup (erhvervsmand)
 Der er flere personer med dette navn, se Erik Mollerup. (Se også artikler, som begynder med Erik Mollerup)
Erik Mollerup (født 11. februar 1917, død 13. august 2004) var en dansk erhvervsmand.
Mollerup var søn af maskinfabrikant Th. Chr. Mollerup (død 1929) og hustru Anna f. Erichsen (død 1956), uddannet i Varde Bank i Esbjerg 1933-37, ansat i Nordjyllands Revisionskontor A/S, Aalborg 1937-56; statsaut. revisor 1948 og direktør i Banken for Hobro og Omegn 1956. Erik Mollerup blev den første direktør for det nystiftede Finansieringsinstituttet for Industri og Håndværk i 1958. Han havde denne stilling til 1981. 
Derudover var han medlem af bestyrelsen eller formand for bestyrelsen i en række af Danmarks største virksomheder. Han var bl.a. bestyrelsesformand for F.L. Smidth, Danfoss, NKT, GN Store Nord og Aalborg Portland. Han var næstformand i Carlsberg og Baltica, og i perioden 1964-96 var han formand for Politiken-Fonden.
Medl. af bestyrelsen for Dorthea Clausens Fond, A/S De forenede Bryggerier, Incentive A/S, A/S Dagbladet Politiken, Finansieringsinstituttet for Restaurationserhvervet og Fondet til fremme af teknisk og industriel udvikling. Han var formand for Erhvervenes Skatteudvalg. Medlem af Akademiet for de tekniske Videnskaber 1965. formand for akademiets finansråd fra 1973; medl. af Industrirådet 1971. Han var Ridder af Dannebrog.
Han udgav bogen "Hvad formanden gør..." i 1992.
Han blev gift 31. maj 1941 med Asta Bodil f. Jensen, f. 22. november 1919 i Odder, datter af købmand Georg Jensen (død 1957) og hustru Andrea Hansigne f. Petersen.